# Macromitrium paridis
Macromitrium paridis är en bladmossart som beskrevs av Bescherelle 1898. Macromitrium paridis ingår i släktet Macromitrium och familjen Orthotrichaceae. Inga underarter finns listade i Catalogue of Life.